# Хагстрём, Йёте
Эрнст Йёте Хагстрём (швед. Ernst Göte Hagström; 7 сентября 1918, Гагнеф, Швеция — 5 октября 2014, Кварнсведен, Швеция) — шведский легкоатлет, бронзовый призёр летних Олимпийских игр в Лондоне (1948) в беге с препятствиями на 3000 метров.

## Спортивная карьера
Выступал за легкоатлетический клуб Kvarnsvedens GIF из города Бурленге.
На летних Олимпийских играх в Лондоне (1948) стал бронзовым призером на дистанции 3000 м с препятствиями с результатом 9:11,8 минуты. В сентябре того же года на соревнования в Хельсинки установил свой личный рекорд в этой дисциплине (9:01,0 минуты).
Среди достижений на национальном уровне:
- серебряный призер на дистанции 3 000 метров с препятствиями (1948)
- бронзовый призер на дистанции 3 000 метров с препятствиями (1944, 1945, 1947)
- бронзовый призер в беге по пересеченной местности в 8 км командном зачете (1950)
- чемпион Швеции в беге по пересеченной местности в 8 км командном зачете (1949)
- серебряный призер в беге по пересеченной местности в 8 км командном зачете (1941)